# Curcuma parviflora
Curcuma parviflora là một loài thực vật có hoa trong họ Gừng. Loài này được Nathaniel Wallich mô tả khoa học đầu tiên năm 1830 theo mẫu vật thu thập từ rừng ven sông Irrawaddy, từ Prome tới Ava.

## Phân bố
Loài này có từ Myanmar qua Thái Lan tới miền bắc Malaysia bán đảo. Phạm Hoàng Hộ (1999, 2003) cho rằng loài này có ở Việt Nam - nhưng không đề cập điểm sinh sống hay thu thập mẫu, với tên gọi thông thường là nghệ hoa nhỏ, (tên gọi hoa nhỏ có lẽ là phiên dịch tính từ định danh parviflora). Ông mô tả nó như sau:
| “ | Địa thực vật cao 40 cm, có củ vào 1 cm, có vảy. Lá 3-5, phiến bầu dục, to 15-23 × 6-8 cm, không lông hai mặt, cuống dài 10-20 cm, mép ngắn. Phát hoa giữa lá, cao 4-6 cm; lá hoa 3 × 1-1,2 cm, lá hoa trên hơi khác màu; đài 8 mm, 3 răng; vành có ống 2 lần dài hơn, cánh hoa 7 mm; bao phấn không móng; tiểu nhụy lép trắng, thon, dài hơn cánh hoa; môi dài bằng ngang, tim tím có sọc trắng. | ” |

Tuy nhiên, theo Jana Leong‐Škorničková, Otakar Šída và Trần Hữu Đăng (2014) thì loài này không gặp trên thực địa cũng như trong các phòng mẫu cây tại Campuchia, Lào, Việt Nam.

## Mô tả
Thân rễ mọng, nằm ngang, ruột màu nâu nhạt, các sợi rễ mập hơn, mọng, với các bướu nhỏ hình chùy hay thay đổi, không thấy củ. Lá thẳng, tỏa rộng, hình trứng-thuôn dài, nhọn thon, đáy gần thuôn tròn lệch, gợn sóng, dài 6-8 đốt ngón cái (15–20 cm, 1 đốt ngón cái (pollicaris) = 2,46 cm), nhẵn nhụi, mặt dưới xanh xám, cuống lá thanh mảnh, có rãnh, dài bằng hoặc ngắn hơn một nửa, đáy giãn nở thành cuống ngắn, ép hai bên xếp lợp. Cành hoa bông thóc ở giữa bẹ với cuống mọc thẳng, cuống hình trụ ngắn, thuôn dài, 3 đốt ngón cái (7,5 cm), ngay phía trên điểm giữa cuống bên trong nổi cao. Lá bắc mào màu trắng, đỉnh nhọn, có khi với mảng màu xanh lục ở đỉnh. Lá bắc sinh sản hình trứng, đỉnh nhọn-tù, màu xanh lục, xếp lợp bốn hàng, xim hoa bọ cạp xoắn ốc 2-3 hoa, đáy hợp sinh bên trong lõm. Hoa rất nhỏ, thò dài ra từ các lá bắc, màu trắng, cánh môi màu tím. Đài hoa hình ống, ngắn, họng 3 răng tù, răng phía dưới xẻ sâu, tách biệt và lớn. Phiến thùy hình mác-hình trứng ngược, tù, ~8 × 3,5 mm, tụ lại phía trên bao phấn, gần đều, đỉnh nhọn-tù hơi cong, màu trắng hoặc trắng vởi đỉnh xanh lam; cánh môi thuôn dài-hình trứng ngược, ~9 × 6 mm, tù, rộng đầu, uốn cong, 2 thùy, phần dưới màu trắng, phần trên màu lam tím, với các vạch màu trắng tỏa ra rìa, phía dưới hơi thu nhỏ, ~2 lần lớn hơn các thùy ngoài. Bao phấn ngắn, xiên, bán trong suốt, có lông tơ mịn, đáy gần như có khớp, tù và trần trụi, phần trước 2 thùy; mào ngắn, hình mác, nhọn, uốn cong. Đầu nhụy phía dưới rãnh mào bao phấn, hình phễu, cửa vào nằm ngang.
Các họ hàng gần của C. parviflora là C. pygmaea và C. thorelii. Có ít nhất là 5 thù hình của loài này. Số nhiễm sắc thể 2n = 28, 30, 32, 34, 36 và 42, cho thấy nó có thể là một phức hợp loài.
Ghi nhận về 5 thù hình của C. parviflora như sau:
- Thù hình 1 (nguyên chủng): Myanmar, dọc miền tây Thái Lan.
- Thù hình 2-5: Miền trung Thái Lan.

## Thư viện ảnh

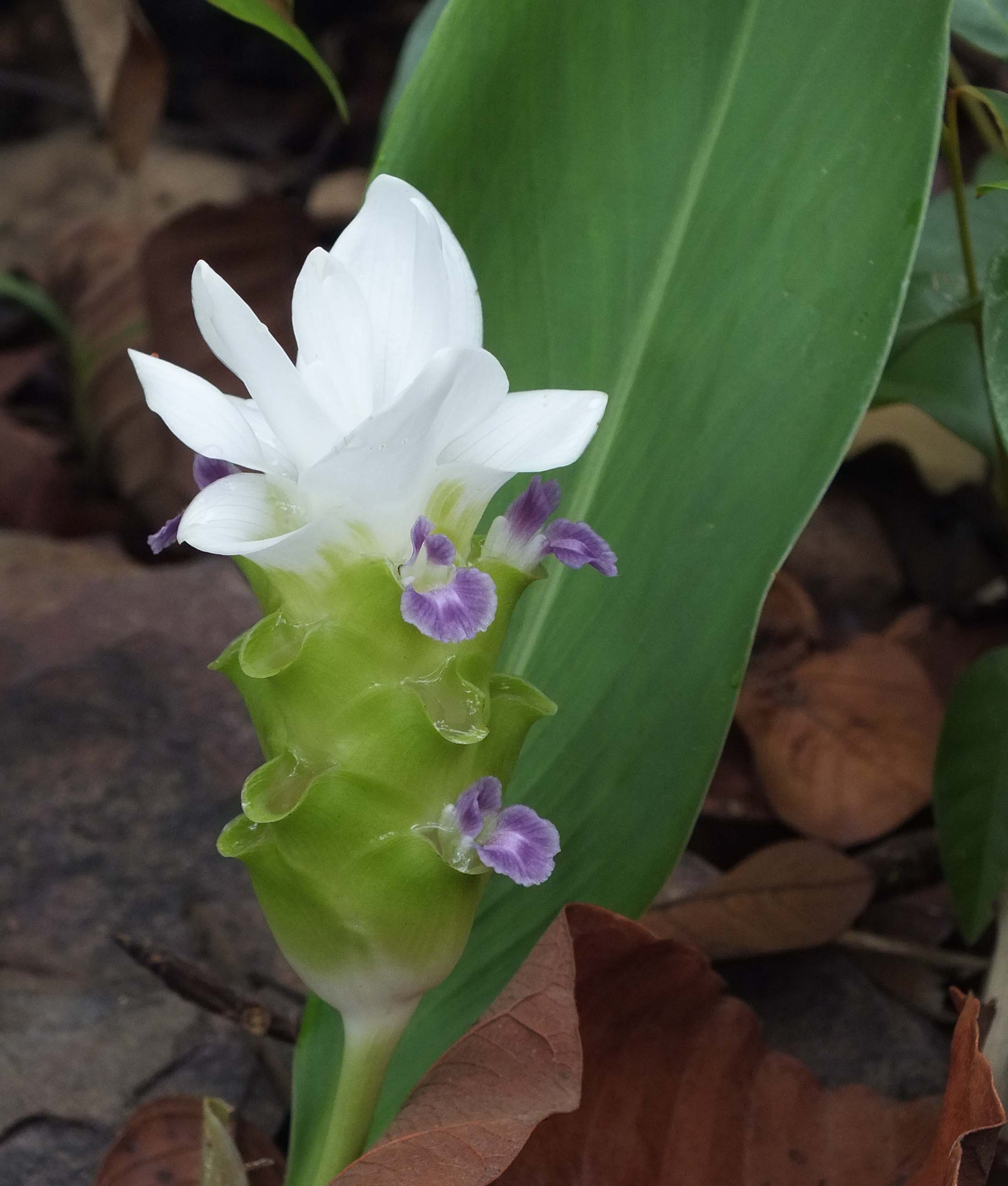
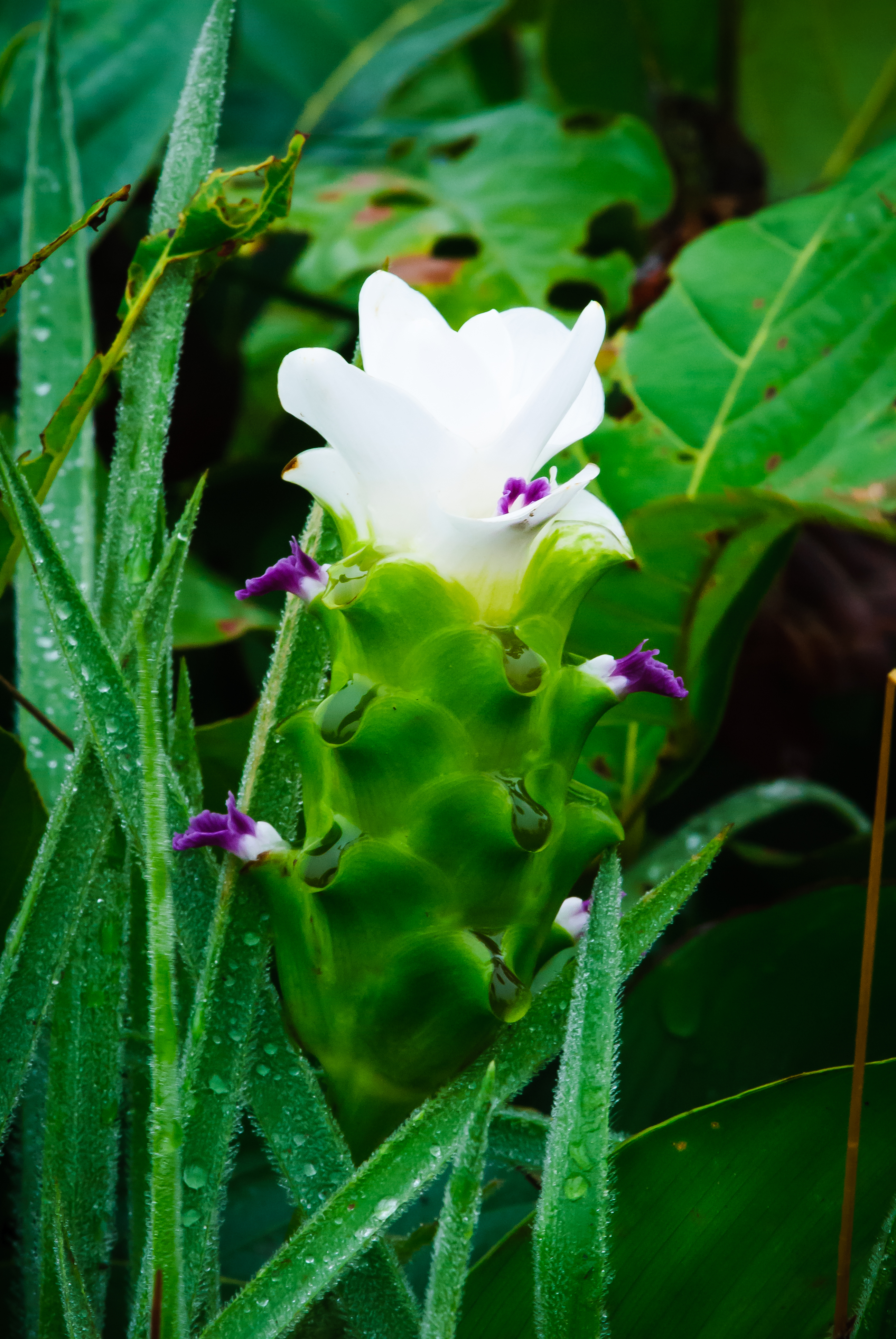
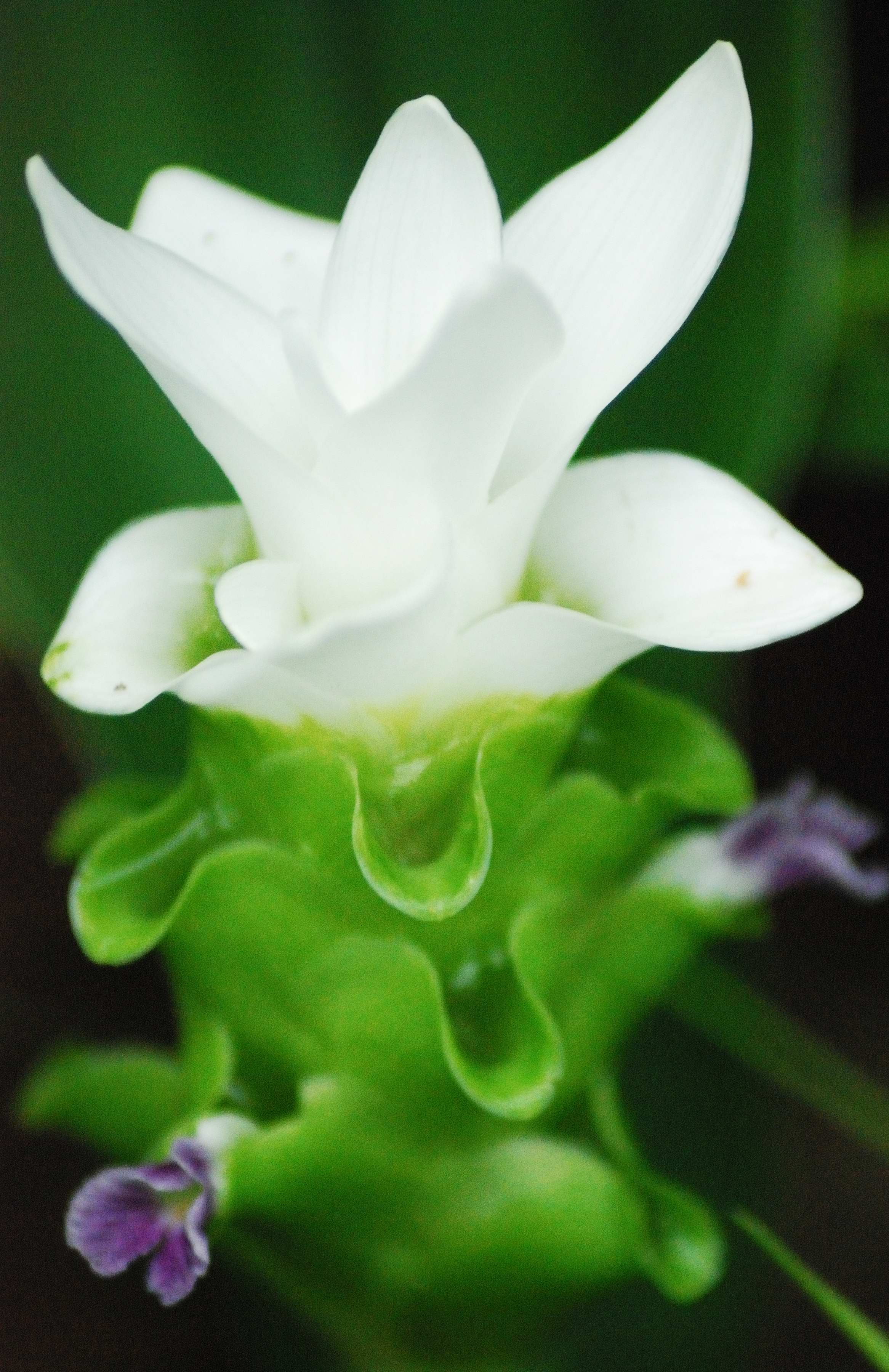